# Сервер Minecraft
Сервер Minecraft є багатокористувацьким ігровим сервером, що належить гравцеві або бізнес-ігровий сервер для гри Minecraft. У цьому контексті термін «сервер» часто розмовно відноситься до мережі підключених серверів, а не однієї машини.

Логотип Minecraft

## Види серверів
Ванільні сервери— Сервери де немає плагінів, або їх дуже мала кількість.
Анархічні сервери—Сервери на яких дозволений рейд також привати зроблені з блоків.
Гріф сервери—Сервери на яких не дозволений рейд, а для pvp виділене спеціальне місце—pvp-arena.Також привати робляться за допомогою дерев'яної сокири,або команд pos1,pos2.
Міні-ігри сервери—На цих серверах можна грати в невеликі (здебільшого короткочасні)ігри такі як bedwars,skywars,build battle і так далі...

## Опис
Minecraft багатокористувацькі сервери контролюються Адміністраторами сервера  які мають доступ до серверних команд, таких як встановлення часу, телепортування гравців тощо. Мультиплеєрні сервери мають широкий спектр заходів, з деякими серверами, що мають особливі налаштування та правила.
| Види Серверів      | Різні можливості для гравця                                           |
| ------------------ | --------------------------------------------------------------------- |
| Гріферський сервер | Сервер в якому не можна гріферити натомість можна убивати та будувати |
| Анархічний сервер  | Сервер в якому можна гріферити убивати та будувати але є привати.     |
| Ванільний сервер   | Сервер який нічим не відрізняється від простого Minecraft.            |
| Relams-сервери     | Сервери в яких максимум гравців 10 створені для гри з друзями.        |

Сам сервер створено на платформі Minecraft
1. ↑  Сервер. Minecraft Wiki (рос.). Процитовано 23 вересня 2024.